# Zouk
Zouk är en popmusikstil samt en dansstil med ursprung i den karibiska övärlden, närmare bestämt Martinique och Guadeloupe. Musikstilen har utvecklats i Frankrike, och White and black blues med sångerskan Joëlle Ursull i Eurovision Song Contest 1990 är kanske den för svenskar mest kända zouklåten. Den zouklåt som sålt mest i världen är "Zouk-la-se sel Medikaman Nou ni" (Zouk är den enda medicinen) av Jacob F. Desvarieux och Georges Decimus, som samarbetat framför allt i gruppen Kassav.
Man sjunger på kreolspråk. Mycket av musiken är baserad på programmerade syntar, en del musikmönster tas från folkmusik till exempel kadrilj och compá. En egen variant finns på Haiti. Zoukmusiken gjordes känd för de svenska radiolyssnarna genom program som Rytmdoktorn och Pang pang krokodil, och även kända svenska grupper som Dag Vag gjorde zoukinspirerade låtar.
Ett zoukband brukar bestå av en elgitarr som spelar funkinspirerade ackord eller melodier med mycket choruseffekt. Sedan en bas som brukar spela en walking bass gång, som ofta är bara några takter lång men repeterar. Trummorna ligger ofta i en viss rytm på hi-haten och stadig 4/4 på bastrumman. Man brukar ha med flera sångare, olika ledsångare och körer. En brass-sektion är alltid med i retro zouk, och den består oftast av en Bb trumpet, en tenortrombon och en tenor-saxofon. Lite percussion, och så två keyboards eller synthar. Den ena brukar spela funkiga repeterande syntljud och melodier, medan den andra oftast brukar spela slagverksintrument som till exempel xylofon eller marimba.